# مارتينث مارتين
مارتينث مارتين (بالإسبانية: Mayte Martín)‏ هي مغنية وكاتبة غنائية إسبانية، ولدت في 19 أبريل 1965 في برشلونة في إسبانيا.

## وصلات خارجية
- الموقع الرسمي
- مارتينث مارتين على موقع IMDb (الإنجليزية)
- مارتينث مارتين على موقع ميوزك برينز (الإنجليزية)
- مارتينث مارتين على موقع أول ميوزيك (الإنجليزية)
- مارتينث مارتين على موقع ديسكوغز (الإنجليزية)